# Arcade (Duncan Laurence)
Arcade è il singolo di debutto del cantautore olandese Duncan Laurence, pubblicato il 7 marzo 2019 da Spark Records come primo estratto dall'album Small Town Boy.
È stato composto dallo stesso cantante e scritto da Joel Sjöö, Wouter Hardy, Will Knox e Laurence stesso.
Il brano ha rappresentato i Paesi Bassi all'Eurovision Song Contest 2019, classificandosi 1º nella finale dell'evento e portando ai Paesi Bassi la 5ª vittoria al concorso canoro europeo.

## Composizione e pubblicazione
Il brano è stato composto dallo stesso Duncan Laurence con la collaborazione di Joel Sjöö, Will Knox e Wouter Hardy per il testo. Nonostante nel tempo il brano sia diventato un "lavoro di gruppo", il messaggio del testo è rimasto profondamente personale. Lo stesso cantante ha rivelato di essersi ispirato alla morte improvvisa di una persona da lui amata.

## Descrizione
Secondo lo stesso cantante il brano parla del desiderio d'amore verso una persona che non ricambia tale sentimento. Il video stesso e la performance all'Eurovision Song Contest hanno avuto come obiettivo quello di sottolineare il dolore evocato dall'infrangersi delle speranze e dal continuo struggersi in una "partita persa".

## Video musicale
Il video musicale ufficiale di presentazione è stato pubblicato il 7 marzo 2019 sul canale ufficiale YouTube dell'Eurovision Song Contest.
Il video è ambientato sott'acqua, richiamando il significato del testo, e raffigura il cantante nuotare nudo nel tentativo di uscire dall'acqua. Tale nudità ha anche attirato l'attenzione degli spettatori della manifestazione.

## Partecipazione all'Eurovision Song Contest

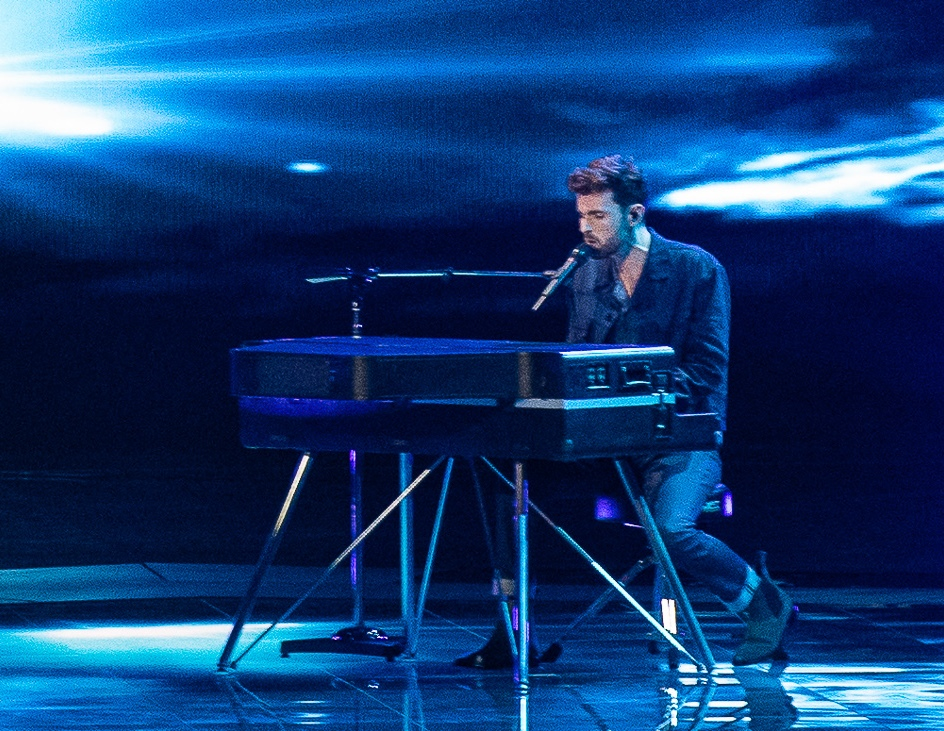
Duncan Laurence, accompagnato dal pianoforte, canta Arcade all'Eurovision Song Contest 2019

Il brano è stato selezionato internamente dall'ente radiotelevisivo nazionale AVROTROS per rappresentare i Paesi Bassi all'Eurovision Song Contest 2019.
Il brano ha vinto la 64ª edizione dell'Eurovision Song Contest 2019 con 498 punti, di cui 261 dal televoto e 237 dalle giurie. È risultato il secondo più votato dal pubblico, dietro alla canzone della Norvegia, e il terzo preferito dai giurati. Ha vinto il televoto di Belgio e Romania, ed è risultato il più popolare fra le giurie di Francia, Israele, Lettonia, Lituania, Portogallo e Svezia.

### Punti assegnati ai Paesi Bassi
| Giurie (3º con 140 punti)         | Giurie (3º con 140 punti)                  | Giurie (3º con 140 punti)                                           | Giurie (3º con 140 punti)                | Giurie (3º con 140 punti)                 |
| 12 punti                          | 10 punti                                   | 8 punti                                                             | 7 punti                                  | 6 punti                                   |
| --------------------------------- | ------------------------------------------ | ------------------------------------------------------------------- | ---------------------------------------- | ----------------------------------------- |
| - Lituania - Malta - Svizzera     | - Austria - Germania - Norvegia - Svezia   | - Croazia - Irlanda - Lettonia - Romania                            | - Danimarca                              | - Macedonia del Nord                      |
| 5 punti                           | 4 punti                                    | 3 punti                                                             | 2 punti                                  | 1 punto                                   |
|                                   | - Albania - Armenia - Azerbaigian - Italia |                                                                     | - Regno Unito                            | - Russia                                  |
| Televoto (2º con 140 punti)       |                                            |                                                                     |                                          |                                           |
| 12 punti                          | 10 punti                                   | 8 punti                                                             | 7 punti                                  | 6 punti                                   |
|                                   | - Albania - Armenia - Malta                | - Azerbaigian - Danimarca - Germania - Irlanda - Macedonia del Nord | - Croazia - Moldavia - Lettonia - Russia | - Austria - Lituania - Romania - Svizzera |
| 5 punti                           | 4 punti                                    | 3 punti                                                             | 2 punti                                  | 1 punto                                   |
| - Norvegia - Regno Unito - Svezia |                                            | - Italia                                                            |                                          |                                           |

| Giurie (3º con 237 punti)                                                         | Giurie (3º con 237 punti)                 | Giurie (3º con 237 punti)                                       | Giurie (3º con 237 punti)                                                                | Giurie (3º con 237 punti)                                                                         |
| 12 punti                                                                          | 10 punti                                  | 8 punti                                                         | 7 punti                                                                                  | 6 punti                                                                                           |
| --------------------------------------------------------------------------------- | ----------------------------------------- | --------------------------------------------------------------- | ---------------------------------------------------------------------------------------- | ------------------------------------------------------------------------------------------------- |
| - Francia - Israele - Lettonia - Lituania - Portogallo - Svezia                   | - Svizzera                                | - Austria - Finlandia - Georgia - Germania - Irlanda - Spagna   | - Danimarca - Estonia - Islanda - Macedonia del Nord - Malta - Norvegia                  | - Australia - Armenia - Belgio - Bielorussia - Croazia - Regno Unito - Repubblica Ceca - Slovenia |
| 5 punti                                                                           | 4 punti                                   | 3 punti                                                         | 2 punti                                                                                  | 1 punto                                                                                           |
| - Cipro - Romania                                                                 |                                           | - Moldavia - San Marino                                         |                                                                                          | - Ungheria                                                                                        |
| Televoto (2º con 261 punti)                                                       |                                           |                                                                 |                                                                                          |                                                                                                   |
| 12 punti                                                                          | 10 punti                                  | 8 punti                                                         | 7 punti                                                                                  | 6 punti                                                                                           |
| - Belgio - Romania                                                                | - Armenia - Bielorussia - Malta - Polonia | - Estonia - Irlanda - Norvegia - Portogallo - Spagna - Ungheria | - Albania - Austria - Azerbaigian - Danimarca - Germania - Lituania - Macedonia del Nord | - Australia - Cipro - Grecia - Moldavia - San Marino - Svezia - Svizzera                          |
| 5 punti                                                                           | 4 punti                                   | 3 punti                                                         | 2 punti                                                                                  | 1 punto                                                                                           |
| - Finlandia - Francia - Georgia - Islanda - Italia - Lettonia - Russia - Slovenia | - Croazia - Regno Unito - Repubblica Ceca | - Serbia                                                        | - Israele                                                                                | - Montenegro                                                                                      |

## Tracce
Download digitale
Testi di Duncan de Moor, Joel Sjöö, Wouter Hardy e Will Knox, musiche di Duncan de Moor.
1. Arcade – 3:03

## Successo commerciale
Negli Stati Uniti il brano ha fatto il suo ingresso nella Billboard Hot 100 oltre due anni dopo la pubblicazione originaria, piazzandosi alla 100ª posizione con 5,1 milioni di radioascoltatori, 4,9 milioni di riproduzioni in streaming e 1 400 copie digitali. Facendo ciò Arcade, oltre a divenire la prima entrata di Laurence in classifica, è divenuta la prima canzone vincitrice dell'Eurovision Song Contest a debuttare nella Hot 100 statunitense da Save Your Kisses for Me dei Brotherhood of Man che nel 1976 arrivò 27º; più in generale ha segnato il primo ingresso di una canzone gareggiante nella competizione da Ooh Aah... Just a Little Bit di Gina G che nel 1997 arrivò 12ª.
Nel Regno Unito il brano è inizialmente entrato nella Official Singles Chart in seguito alla vittoria all'Eurovision, alla numero 69 con 8 202 copie. È ritornato poi in classifica nel gennaio 2021, raggiungendo per la prima volta la top fourty grazie a 7 937 unità e trovando poi un nuovo picco alla 29ª posizione. Situazione simile anche in Irlanda, dove la canzone ha inizialmente esordito nella Irish Singles Chart alla 37ª posizione nel 2019 per poi trovare un nuovo picco nel 2021 alla numero 23.

## Classifiche

### Classifiche settimanali
| Classifica (2019-21) | Posizione massima |
| -------------------- | ----------------- |
| Austria              | 22                |
| Belgio (Fiandre)     | 2                 |
| Belgio (Vallonia)    | 31                |
| Canada               | 45                |
| Croazia              | 32                |
| Danimarca            | 23                |
| Estonia              | 1                 |
| Francia              | 42                |
| Germania             | 26                |
| Grecia               | 2                 |
| India                | 4                 |
| Irlanda              | 23                |
| Islanda              | 2                 |
| Lettonia             | 6                 |
| Lituania             | 2                 |
| Lussemburgo          | 1                 |
| Malaysia             | 4                 |
| Norvegia             | 10                |
| Nuova Zelanda        | 39                |
| Paesi Bassi          | 1                 |
| Perù                 | 127               |
| Portogallo           | 6                 |
| Regno Unito          | 29                |
| Repubblica Ceca      | 23                |
| Singapore            | 5                 |
| Slovacchia           | 29                |
| Slovenia             | 32                |
| Spagna               | 38                |
| Stati Uniti          | 30                |
| Svezia               | 6                 |
| Svizzera             | 6                 |
| Ucraina              | 45                |
| Ungheria             | 34                |

### Classifiche di fine anno
| Classifica (2019) | Posizione |
| ----------------- | --------- |
| Belgio (Fiandre)  | 23        |
| Islanda           | 20        |
| Paesi Bassi       | 9         |
| Classifica (2021) | Posizione |
| Francia           | 66        |
| India             | 14        |
| Norvegia          | 27        |
| Portogallo        | 32        |
| Stati Uniti       | 82        |
| Svezia            | 72        |
| Svizzera          | 20        |